# Nuoto ai XIV Giochi del Mediterraneo
Le competizioni di nuoto ai XIV Giochi del Mediterraneo si sono svolte nel 2001 a Tunisi, in Tunisia. Il programma prevedeva 32 gare, 16 maschili e 16 femminili.

## Paesi partecipanti
Hanno partecipato alla competizione nuotatori provenienti da 19 distinti Paesi.
- Albania
- Algeria
- Andorra
- Bosnia ed Erzegovina
- Croazia
- Cipro
- Francia
- Grecia
- Italia
- Giordania
- Libano
- Marocco
- San Marino
- Slovenia
- Spagna
- Siria
- Tunisia
- Turchia
- Serbia e Montenegro

## Podi

### Uomini
| Evento               | Oro                                                                                  | Perform. | Argento                                                                    | Perform. | Bronzo                                                                | Perform. |
| Stile libero         |                                                                                      |          |                                                                            |          |                                                                       |          |
| 50 m                 | Salim Iles                                                                           | 22"86    | Chrysanthos Papachrysanthou Julien Sicot                                   | 23"86    | Non attribuita                                                        |          |
| 100 m                | Salim Iles                                                                           | 49”91    | Peter Mankoč                                                               | 50”16    | Mauro Gallo                                                           | 50”31    |
| 200 m                | Emiliano Brembilla                                                                   | 1'48”61  | Matteo Pelliciari                                                          | 1'49”78  | Athanasios Oikonomou                                                  | 1'51”31  |
| 400 m                | Emiliano Brembilla                                                                   | 3'49”27  | Spyridōn Gianniōtīs                                                        | 3'53”90  | Athanasios Oikonomou                                                  | 3'55”46  |
| 1500 m               | Spyridōn Gianniōtīs                                                                  | 15'26”98 | Emiliano Brembilla                                                         | 15'31”67 | Javier Núñez                                                          | 15'33”07 |
| Dorso                |                                                                                      |          |                                                                            |          |                                                                       |          |
| 100 m                | Luis Alberto Laera                                                                   | 56”00    | Blaž Medvešek                                                              | 56”28    | David Ortega                                                          | 56”49    |
| 200 m                | Marko Strahija                                                                       | 1'59”87  | Simon Dufour                                                               | 2'01”16  | Jorge Sánchez                                                         | 2'01”83  |
| Rana                 |                                                                                      |          |                                                                            |          |                                                                       |          |
| 100 m                | Vanja Rogulj                                                                         | 1'02”31  | Hugues Duboscq                                                             | 1'02”81  | Davide Cassol                                                         | 1'03”09  |
| 200 m                | Michele Vancini                                                                      | 2'13”08  | Davide Rummolo                                                             | 2'13”29  | Alfonso Uruburu                                                       | 2'16”97  |
| Farfalla             |                                                                                      |          |                                                                            |          |                                                                       |          |
| 100 m                | Franck Esposito                                                                      | 53”66    | Mattia Nalesso                                                             | 53”86    | Vladan Markovic                                                       | 54”51    |
| 200 m                | Franck Esposito                                                                      | 1'58”97  | Jordi Pau                                                                  | 1'59”67  | Christian Galenda                                                     | 2'00”95  |
| Misti                |                                                                                      |          |                                                                            |          |                                                                       |          |
| 200 m                | Peter Mankoč                                                                         | 2'03”62  | Simone Ciancarini                                                          | 2'03”91  | Ioannis Kokkodis                                                      | 2'04”25  |
| 400 m                | Nicolas Rostoucher                                                                   | 4'24”16  | Oussama Mellouli                                                           | 4'25”20  | Raouf Benabid                                                         | 4'27”50  |
| Staffette            |                                                                                      |          |                                                                            |          |                                                                       |          |
| 4x100 m stile libero | Italia Mauro Gallo Matteo Pelliciari Michele Scarica Simone Cercato                  | 3'21”25  | Francia Sébastien Lequeux Hugo Viart Frédérick Bousquet Nicolas Kintz      | 3'21”65  | Croazia Marijan Kanjer Igor Cerensek Lovrenco Franićević Ivan Mladina | 3'23”00  |
| 4x200 m stile libero | Grecia Dimitrios Manganas Nikolaos Xylourus Athanasios Oikonomou Spyridōn Gianniōtīs | 7'23”33  | Italia Davide Berbotto Simone Cercato Matteo Pelliciari Emiliano Brembilla | 7'23”38  | Francia Emmanuel Devreau Simon dufour Hugo Viart Nicolas Kintz        | 7'24”16  |
| 4x100 m misti        | Italia Luis Alberto Laera Davide Rummolo Mattia Nalesso Simone Cercato               | 3'42”49  | Croazia Marko Strahija Vanja Rogulj Milos Milosević Ivan Mladina           | 3'44”22  | Francia Simon dufour Hugues Duboscq Franck Esposito Nicolas Kintz     | 3'44”30  |

### Donne
| Evento               | Oro                                                                 | Perform. | Argento                                                                            | Perform. | Bronzo                                                                   | Perform. |
| Stile libero         |                                                                     |          |                                                                                    |          |                                                                          |          |
| 50 m                 | Ana Belén Palomo                                                    | 25”98    | Cristina Chiuso                                                                    | 26”29    | Cecilia Vianini                                                          | 26”50    |
| 100 m                | Laura Roca                                                          | 57”23    | Nery-Mantey Niangkouara                                                            | 57”41    | Sanja Jovanović                                                          | 57"65    |
| 200 m                | Zoi Dimoschaki                                                      | 2'02”09  | Laura Roca                                                                         | 2'02”29  | Cecilia Vianini                                                          | 2'02”30  |
| 400 m                | Anja Carman                                                         | 4'13”89  | Alicia Bozon                                                                       | 4'17”51  | Marianna Lymperta                                                        | 4'17”96  |
| 800 m                | Erika Villaécija                                                    | 8'50”36  | Marion Perrotin                                                                    | 8'52”52  | Melissa Pasquali                                                         | 8'53”02  |
| Dorso                |                                                                     |          |                                                                                    |          |                                                                          |          |
| 100 m                | Nina Živanevskaja                                                   | 1'02”34  | Sanja Jovanović                                                                    | 1'04”40  | Valentina De Nardi                                                       | 1'04”91  |
| 200 m                | Nina Živanevskaja                                                   | 2'12”95  | Roxana Maracineanu                                                                 | 2'14”19  | Anja Carman                                                              | 2'16”12  |
| Rana                 |                                                                     |          |                                                                                    |          |                                                                          |          |
| 100 m                | Roberta Crescentini                                                 | 1'11”00  | Ilkay Dikmen                                                                       | 1'11”17  | Roberta Panara                                                           | 1'11”39  |
| 200 m                | Chiara Boggiatto                                                    | 2'31”00  | Ilkay Dikmen                                                                       | 2'32”34  | Judit Llach                                                              | 2'33”58  |
| Farfalla             |                                                                     |          |                                                                                    |          |                                                                          |          |
| 100 m                | Malia Metella                                                       | 1'01”31  | Mireia García                                                                      | 1'01”33  | Maria Papadopoulou                                                       | 1'01”67  |
| 200 m                | Mireia García                                                       | 2'11”28  | Paola Cavallino                                                                    | 2'13”85  | María Peláez                                                             | 2'14”65  |
| Misti                |                                                                     |          |                                                                                    |          |                                                                          |          |
| 200 m                | Paula Carballido                                                    | 2'17”80  | Tatiana Rouba                                                                      | 2'18”64  | Sophie de Ronchi                                                         | 2'18”98  |
| 400 m                | Paula Carballido                                                    | 4'46”64  | Federica Biscia                                                                    | 4'50”57  | Veronica Massari                                                         | 4'53”45  |
| Staffette            |                                                                     |          |                                                                                    |          |                                                                          |          |
| 4x100 m stile libero | Spagna Nina Živanevskaja Lidia Elizalde Ana Belen Palomo Laura Roca | 3'48”26  | Grecia Nery-Mantey Niangkouara Antonia Machaira Zampia Melachroinou Zoi Dimoschaki | 3'48”74  | Italia Luisa Striani Cristina Chiuso Roberta Panara Cecilia Vianini      | 3'48”96  |
| 4x200 m stile libero | Spagna Lidia Elizalde Tatiana Rouba Paula Carballido Laura Roca     | 8'13”30  | Grecia Marianna Lymperta Zampia Melachroinou Evangelia Tsagka Zoi Dimoschaki       | 8'16”14  | Italia Luisa Striani Sara Goffi Veronica Massari Cecilia Vianini         | 8'17”17  |
| 4x100 m misti        | Spagna Nina Živanevskaja Judith Llach Mireia Garcia Laura Roca      | 4'12”12  | Italia Valentina De Nardi Roberta Crescentini Luisa Striani Cecilia Vianini        | 4'15”55  | Francia Roxana Maracineanu Sophie De Ronchi Malia Metella Solenne Figuès | 4'18”17  |

## Medagliere
| Posizione | Paese               | Oro | Argento | Bronzo | Totale |
| --------- | ------------------- | --- | ------- | ------ | ------ |
| 1         | Spagna              | 11  | 4       | 6      | 21     |
| 2         | Italia              | 8   | 10      | 11     | 29     |
| 3         | Francia             | 4   | 7       | 4      | 15     |
| 4         | Grecia              | 3   | 4       | 4      | 11     |
| 6         | Croazia             | 2   | 2       | 2      | 6      |
| 5         | Slovenia            | 2   | 2       | 1      | 5      |
| 7         | Algeria             | 2   | 0       | 1      | 3      |
| 8         | Turchia             | 0   | 2       | 0      | 2      |
| 9         | Cipro               | 0   | 1       | 1      | 2      |
| 10        | Tunisia             | 0   | 1       | 0      | 1      |
| 11        | Serbia e Montenegro | 0   | 0       | 1      | 1      |